# Grandecourt
Grandecourt település Franciaországban, Haute-Saône megyében. Lakosainak száma 48 fő (2022. január 1.). Grandecourt Vauconcourt-Nervezain, Fédry, Theuley, Vanne és Vy-lès-Rupt községekkel határos.

## Népesség
A település népességének változása:
| Lakosok száma | 35   | 41   | 44   | 48   | 48   | 48   | 49   | 48   | 48   |
|               | 2013 | 2015 | 2016 | 2017 | 2018 | 2019 | 2020 | 2021 | 2022 |